# Dolina Środkowej Noteci
Dolina Środkowej Noteci (315.33) – jednostka geomorfologiczna w północno-zachodniej Polsce nad środkowym biegiem Noteci będąca fragmentem Pradoliny Toruńsko-Eberswaldzkiej. Położona między okolicami Nakła nad Notecią a Trzcianką i Czarnkowem.